# Calophyllum apetalum
Calophyllum apetalum là một loài thực vật có hoa trong họ Calophyllaceae. Loài này được Willd. mô tả khoa học đầu tiên năm 1811.